# Karamazov Twins
Karamazov Twins — российская рок-группа, созданная в Майкопе. Наибольшую известность группе принесла работа над музыкой к фильму «Шапито-шоу» (2011).

## История группы
Группа Karamazov Twins была создана в Майкопе Жаком Поляковым.
В 2012 году группа выступила на петербургском фестивале «Stereoleto».

## Дискография
- 2008 — Karamazov Twins

## Состав группы
- Жак Поляков — вокал, гитара, музыка, текст
- Алина Ростоцкая — вокал
- Алексей Подольский — вокал, танцы
- Михаил Лобов — гитара
- Асия Шакирова — клавиши
- Андрей Савушкин — бас
- Андрей Панкратов — барабаны

## Цитаты
- «Марина, автор сценария к „Шапито-шоу“, путешествовала автостопом и в какой-то момент на месяц зависла без денег в Майкопе. Познакомилась со всей андерграундной майкопской тусовкой — там их много. Среди них был Жак — великолепный певец и композитор. Годы спустя мы как-то решили послушать жаковские записи, его группу Karamazov Twins. Это были два альбома, записанные под гитару: один назывался „Поп“, другой — „Рок“. Мы заслушали эти записи до дыр и решили привезти Жака в Москву. Мы подумали, что сделаем из него звезду, но ничего у нас не вышло. Притом, что и группа Karamazov Twins — интересная и прекрасная, и Жак — мощный композитор, мелодист, таких людей — один на миллион. Но главные наши мечты были, конечно связаны с тем, чтобы сотрудничать с ним в кино. Когда началось „Шапито“, мы сразу накинулись на Жака, а когда выяснилось, что мы можем вставить туда песни, были просто счастливы»[4] — Сергей Лобан, 2012.